# Грб општине Кнић

## Мали грб
Блазон (дефиниција) Малог грба гласи:
Штит издељен крстом диаметрираним црвено и златно. Прво поље, у сребру црвени стуб са уписаним сребрним крстом с краја на крај између два црвена љиљана (грб Хребељановића). Друго и треће поље, у црвеном сребрна кула о чије је приземље ослоњена црна потковица. Четврто поље, у сребру зелени житни сноп између два црвена оцила.
Мали грб општине Кнић користи се:
– на предметима који се дају у репрезентативне сврхе: визит картама представника органа општине, ковертама, позивницама, значкама, привесцима и сл.,
– на службеним возилима органа општине,
– на службеним оделима запослених у Општинској управи општине Кнић уколико је посебним актом прописано да носе службена одела, и сл.

## Средњи грб
Блазон средњег грба гласи:
Мали грб надвишен златном бедемском круном без видљивих мерлона. Испод лента са ћириличним именом општине.

## Велики грб
Блазон Великог грба гласи:
Штит са мотивом Малог грба, надвишен златном бедемском круном без мерлона, над круном црква манастира Каменац, обасјана зрацима. Са стране чувари грба, десно војвода Тома Вучић Перишић држи копље са заставом Србије, лево војвода Стеван Петровић Книћанин држи копље са заставом Титулара. На постаменту стилизација Борачког Крша, испод приказ реке Груже. Испод свега лента са именом општине.
Велики грб општине Кнић употребљава се на:
– згради седишта општине и у службеним просторијама општине
– повељама, плакетама и другим јавним признањима које додељује општина,
– службеном гласнику општине Кнић и другим публикацијама које издају органи општине
– на званичној интернет презентацији општине, меморандуму и др.
– приликом организовања прослава, свечаности, међународних сусрета, такмичења, и других јавних манифестација од значаја за општину.
- Велики грб општине Кнић могу користити и званични представници и делегације општине када учествују на манифестацијама које се одржавају у земљи и иностранству, а може се користити на зградама предузећа и установа чији је оснивач општина, као и на таблама на прилазним путевима на граници територије општине Кнић.
Амблем Општине Кнић усвојен је 2009. године, а био је у употреби све до усвајања новог, хералдички исправног грба 2018. године.
Велики амблем општине Кнић је ликовно изражен у четири кавадрата, које у доњем делу обједињује лента црвене боје са натписом Општина Кнић, која својом валовитошћу симболизује отменост и напредак, а са десне стране се налази копље које при врху носи барјак са четири стилизована слова С, који упућује на државу у којој се општина налази.
У горњем левом квадрату налази се стилизован приказ манастира Каменац, као духовно и културно- историјско обележје општине, и порука о претежној верској припадности грађана општине Кнић.
У горњем десном квадрату налази се стилизован приказ Борачког крша и средњовековног града Борач, као специфично природно обележје општине, природни феномен, који је као историјски споменик од изузетног значаја за културну баштину и представља својеврсну туристичку атракцију овог краја.
У доњем левом квадрату налази се приказ Гружанског језера, као географске и привредне посебности и потенцијала општине Кнић.
У доњем десном квадрату налази се сведен приказ свега садржаног у претходна три квадрата обједињен речју Кнић.
Зелени кругови који се преклапају у низу и који су садржани у квадратним пољима дају јасну асоцијацију на крошње дрвећа које се налазе у окружењу и шумовите пределе.
Таласасте линије зелене боје указују на ливаде и пашњаке који се налазе између сеоских домаћинстава, а валовите линије земљаних тонова на њиве, оранице и житна поља. Валовите, светло и тамноплаве линије које су присутне у горњем левом и десном квадрату и у доњем десном квадрату представљају небо, као симбол слободе и слободарског духа као карактеристике људи са овог подручја. Површина у доњем десном квадрату настала од жуто црних линија представља житна поља и асоцијацију на препознатљиве културе које мештани узгајају у овим крајевима: кукуруз, пшеница, јечам и сл.